# Nycteris vinsoni
Nycteris vinsoni là một loài động vật có vú trong họ Nycteridae, bộ Dơi. Loài này được Dalquest mô tả năm 1965.